# سبونج بوب سكوير بانتس
سبونج بوب سكوير بانتس (بالإنجليزية: SpongeBob SquarePants)، هو مسلسل تلفزيوني أمريكي متحرك صممه مذيع وعالم أحياءٍ بحري  ومصمم الرسوم المتحركة ستيفن هيلنبرغ. ويروي المسلسل مغامرات وحكايات حول الشخصية الرئيسية سبونج بوب وأصدقائه في مدينة خيالية تحت الماء بالمحيط الهادئ اسمها «قاع الهامور». وشعبية هذا المسلسل جعلت منه امتيازا تسعى إليه وسائل الإعلام، فضلًا عن عرضه الأعلى تقييما على قناة تلفزيونية تدعى نيكولوديون، ومن أكثر الرسوم المتحركة على القناة المسماة بنيكتونز. والملكية الأكثر توزيعًا على شبكات MTV التلفزيونية (الشركة الام). وحصل هذا الامتياز الاعلامي على 8 بلايين دولار من الإيرادات الترويجية لنيكلوديون.
أتت فكرة تصميم شخصية سبونج بوب لهيلنبرغ عام 1984 من خلال دراسة علم الأحياء البحرية بمعهد المحيط، بدانا بوينت، كاليفورنيا، الولايات المتحدة الأمريكية، حيث كتب سيناريو منطقة المد والجزر حيث جسد فيه أشكال الحياة البحرية ومنها الإسفنجة سبونج بوب. ترك هيلنبرغ المعهد ليُصبح مذيع في 1987، والتحق بعدها بمعهد كاليفورنيا للفنون في عام 1992.
وبدأ بتطوير سبونج بوب ليكون مسلسلًا تلفزيونيًا في عام 1996 بعد إلغاء مسلسل اسمه «حياة روكو الحديثة» وانتقل الأمر إلى شخصٍ اسمه توم كيني والذي عمل مع هيلينبيرغ على تطوير المسلسل وذلك للتعبير عن الشخصية الرئيسية فيه. كان يسمى «سبونج بوب» في الأصل باسم «سبونج بوي» والمسلسل كان يحمل اسم «سبونج بوي أهوي» ولكن تلك الأسماء تغيرت لأن ذلك الاسم تم اطلاقه على ممسحة أرضية.
تم بث الحلقة التجريبية لأول مرةٍ على قناة نيكولوديون في الولايات المتحدة الأمريكية في الأول من شهر مايو عام 1999 في أعقاب بث تلفزيوني لجوائز اختيار الأطفال عام 1999. وتلقى المسلسل إشادة واسعة من النقاد في جميع أنحاء العالم واكتسب شعبية هائلة في موسمه الثاني. وأطلق الفيلم الروائي سبونج بوب سكوير بانتز في دور السينما يوم 19 نوفمبر 2004 ويجري العمل على تطوير تكملة هذا الفيلم والمتوقع اطلاقه في 13 فبراير 2015. وفي 21 من شهر يوليو عام 2012 تم عمل تجديد على المسلسل وتم بث موسمه التاسعة بدءًا من حلقة «الأماكن المتطرفة».
على الرغم من شعبية المسلسل الواسعة إلا أنه كان محورًا في العديد من الاختلافات وأحد انتقاداتهم للمسلسل كانت توجهه الجنسي. وتم ترشيح المسلسل لجوائز إيمي الخمسة عشر وفاز بأفضل برنامج للرسوم المتحركة من الفئة الخاصة عام 2010. وتلقى أيضًا العديد من الجوائز والترشيحات مثل جائزة آني 16 (فاز بها ست مرات) وأربعة ترشيحات لجائزة BAFTA للطفولة (فاز فيها مرتين). في عام 2011 ظهر حديثًا نوع من الفطر اسمه سبونجيفورما سكوير بانتسي محاكيًا في ذلك اسم شخصية سبونج بوب.

## الإيحاءات المبكرة
قبل إختراعه لشخصية سبونج بوب سكوير بانتس (بمعنى: «الإسفنجة بوب ذات البنطال المربع») كان ستيفن هيلنبرغ يدرس الأحياء البحرية لزوار معهد المحيطات (الواقع في دانا بوينت بولاية كاليفورنيا).
كان هيلنبرغ مولعًا بالمحيطات خلال طفولته وبدأ في سنٍ مبكرة بتطوير قدراته الفنية. ومع ذلك لم يتناغم هذين الاهتمامين لوقتٍ طويل حيث أن فكرة رسم سمكة بدت أمرًا مملًا بالنسبة له. وأثناء دراسته الجامعية تخصص هيلينبيرغ في الأحياء البحرية وفي الفن أيضًا، وانضم عقب تخرجه عام 1984 إلى معهد المحيطات والذي يعد أحد المؤسسات في دانا بوينت بولاية كاليفورنيا والمتخصص بتعليم العلوم البحرية وتاريخ البحار.
وبينما كان هناك ظهرت له الفكرة التي قادت لابتكار سبونج بوب سكوير بانتس وهي الكتاب الفكاهي بعنوان «منطقة المد والجزر» والذي كان يُستخدم في المعهد لتعليم الزوار من الطلبة عن حياة الحيوان في الماء. ويجسد هذا الكتاب مختلف أشكال الحياة البحرية وكثير منها سوف تتطور لتكون أساس شخصيات مسلسل سبونج بوب سكوير بانتس. كانت الشخصية الرئيسية في الكتاب هي «بوب الإسفنجة» والتي تشبه إسفنجة البحر الفعلية وليست اسفنجة المطبخ الاعتيادية على عكس سبونج بوب. حاول هيلينبيرغ نشر الكتاب ولكن لم تكن الشركات مهتمة للأمر.
في عام 1987 ترك هيلينبيرغ المعهد لمتابعة حلمه بأن يصبح مبتكر رسوم متحركة وبدأ في تصور فكرة مشروع يحتوي على مجسماتٍ للحياة البحرية. وعلى الرغم من أنه رسم عدة رسوماتٍ مبدئية بالأفكار التي راودته، إلَّا أنه انتظر ما يُقارب عقد من الزمن قبل أن تتحول فكرته إلى حقيقة واقعة.

## التصور
بعد عدة سنواتٍ في دراسة الرسوم المتحركة التجريبية في معهد كاليفورنيا للفنون اجتمع هيلينبيرغ مع جو موراي مؤلف سلسلة " حياة روكو الحديثة" في مهرجان الرسوم المتحركة وعرضت عليه وظيفة مخرج المسلسل. انضم هيلينبيرغ إلى مسلسلات نيكلوديون للرسوم المتحركة ككاتبٍ ومنتجٍ وفنان القصص المصورة خلال الموسم الثالث للمسلسل واستمر في منصبه هذا للموسم الرابع. وأثناء عمل هيلينبيرغ على مسلسل " حياة روكو الحديثة" التقى الكاتب مارتن أولسون الذي شاهد عمل هيلينبيرغ "منطقة المد والجزر". أحب أولسون الفكرة واقترح أن يقوم هيلينبيرغ بتأليف مسلسلٍ أبطاله من الحيوانات البحرية. قال هيلينبيرغ مندهشًا: عرض!! لم أفكرحتى صنع عرض بل أنه ليس لي". لمع القرار في مخيلته ليبتكر "سبونجبوب سكوير" وقال: "ما قمت به كان إلهامًا للعرض فقط". وأصبح فيما بعد صديقًا لتوم كيني والذي أصبح فيما بعد مؤدي صوت الشخصية الرئيسية "سبونج بوب سكوير بانتز". قال كيني في مقابلة قد أجريت معه "وصف لي ستيف شخصية سبونج بوب على أنها تشبه الطفل ولكنها لا تعبر عن شخصٍ راشد ولا عن طفلٍ أيضًا. فكرنا بطريقة ستان لوريل وجيري لويس الطفولية وبطريقة منشن ولكن ليس تمامًا، بنوعٍ خاص من الأطفال ولكن ليس كصوت تشارلي براون الطفولي على البرامج التلفزيونية".
انتهت سلسلة «حياة روكو الحديثة» عام 1996 وبعد ذلك بوقت قصير بدأ هيلينبيرغ العمل على مسلسل سبونج بوب سكوير بانتز عاملًا مع عدد من أعضاء فريق نيكولوديون وكذلك فريق مسلسل «روكو» بما في ذلك المخرج المبدع ديريك دريمون، والكاتب والمخرج شيرم كوهين ودان بوفنمير والكاتب تيم هيل والممثل والكاتب مارتن أولسون ومدير الرسوم المتحركة ألان سمارت ومحرر القصة ميريويذر وليامز. ورشح هيلينبيرغ توم كيني لصوت الشخصية الرئيسية سبونج بوب الذي كان يعمل معه في «حياة روكو الحديثة». كان الاسم المقترح في الأصل هو «سبونج بوي» وسيطلق على العرض اسم «سبونج بوي أهوي! وبعد البدء في تركيب الصوت واذاعته لمدة سبع دقائق في عام 1997 اكتشفت الدائرة القانونية في قنوات نيكلوديون أن ذلك الاسم بالفعل يعود لمنتجٍ تجاري (لممسحة أرضية). أصر هيلينبيرغ أن يحتوي اسم الشخصية على كلمة»الإسفنج«بحيث لا يخطئ المشاهدون في اعتباره»رجل الجبن«. استقر هيلينبيرغ على اسم»سبونج بوب«وقال انه اختار كلمة»سكوير«لتكون كاسم العائلة وليشير أيضًا إلى شكل الشخصية المربع»وكان يحيط به إطارٌ جميل

## العرض
«انتقل المدراء من نيكولوديون إلى بربانك ونقلنا بدورنا إليهم القصص المصورة حيث كان لدينا لعب مضغوطة ترتدي قمصان هاواي وتستخدم صندوق المذياع لغناء أغنية»تيني تيم«(يعيش في ضوء الشمس ويحب في ضوء القمر) والتي تأتي في العرض الثالث. وبالفعل خرجنا جميعنا للخارج لأننا كنا نعلم أنه إذا ضحك المدراء فإن العرض الحي إما سينجح أو يفشل. وعندما انتهى العرض خرجوا جميعًا من الغرفة لمناقشة ذلك وظننا أنهم سوف يعودون إلى نيويورك ولن نسمع منهم أي شئٍ قبل بضعة أسابيع. وفوجئنا عندما عادوا فيما يبدو وكأنه دقائق وقالوا انهم يريدون العمل» Derek Drymon. 
كانت فكرة هيلينبيرغ الأساسية للعرض أن يقوم الكتاب بكتابة قصة مصورة للحلقة المحتملة ونقلها إلى قنوات نيكولوديون. وكانت أحد الأفكار هي كتابة حلقة حول سبونج بوب وسكويدورد وهما في رحلة ما على الطريق وهي مستوحاة من فيلم Powwow Highway عام 1989 وتمكنوا في النهاية من وضع الفكرة، ولكن هيلينبيرغ توقف عند فكرة القصة المصورة مكتفيًا بها للعرض الأولي. وفيما بعد قام الفريق بإحياء نفس الفكرة خلال الموسم الأول واستخدموا الكثير من الأفكار أيضًا لحلقة أسموها «توصيل البيتزا».
في عام 1997 وعند نقل الرسوم المتحركة إلى المسئولون في قنوات نيكلوديون ارتدى هيلينبيرغ قميص هاواي وأحضر معه «وعاء ملئ بالماء يحتوي على نماذج من الشخصيات» وقام بتشغيل موسيقى هاواي لضبط الموضوع. وقد وصف نيك، المدير التنفيذي لإريك كولمان، الأمر قائلًا «رائعٌ للغاية». وعندما تم تقديم المال مع أسبوعين إضافيين لكتابة الحلقة التجريبية «مطلوب المساعدة» لكل من ديريك دريمون وستيفن هيلينبيرغ ونيك جينينغز، عادوا بما وصفه مسؤول نيكلوديون ألبيت هيشت «بالآداء الذي أتمنى لو انه كان مسجلًا». على الرغم من وصف المنتج التنفيذي ديريك دريمون للعرض بأنه كان «مرهقًا، إلا أنه انتهى بشكلٍ جيد». كان كيفن كاي وهيشت اضطرا إلى الخروج بسبب انفراطهما في الضحك مما جعل رسامي الكاريكاتير يشعرون بالقلق.
في مقابلة أجريت مع سيما زرغامي، الرئيس الحالي للمسرح لقنوات نيكولوديون، قال «كان رد الفعل الفوري المسئولين في نيكولوديون هو رغبتهم برؤية العرض مرةً أخرى لسببين أولهما إعجابهما بالعرض وثانيًا لأنهما لم يروا مثل ذلك العرض من قبل». كان زرغامي أحد أربع المدراء التنفيذيين في الغرفة عندما تم عرض سبونج بوب سكوير بانتز للمرة الأولى.

## الإنتاج
المنتجون التنفيذيون ومديرو العرض
«وصلنا إلى النقطة التي شعرت فيها بأنني ساهمت كثيرًا في العمل وقلت ما كنت أريد قوله. عند تلك النقطة كان العرض بحاجة إلى دماء جديدة ولهذا اخترت بول لإنتاجه لثقتي الكبيرة فيه واستمتاعي الدائم بطريقته في تصوير حس الفكاهة لدى سبونج بوب. وككاتب عليك الانتقال – أنا أبتكر مشاريع جديدة» (ستيفين هيلينبيرغ، واشنطن بوست).
وقد شغل مؤلف المسلسل ستيفن هيلينبيرغ منصب المنتج التنفيذي على مدى تاريخ المسلسل وعمل كمدير العرض عند عرض المسلسل لأول مرة منذ عام 1999 حتى عام 2004. توقف عرض المسلسل بمجرد أن توقف هيلينبيرغ عن الإنتاج عام 2002 وذلك للعمل على الفيلم المقتبس من هذا المسلسل، «سبونجبوب سكويربانتز». وبمجرد أن تم الانتهاء من الفيلم ومن الموسم الثالث أراد هيلينبيرغ إنهاء العرض ولكن نيكلوديون رفضت رغبة في المزيد من الحلقات. استقال هيلينبيرغ من منصبه كمدير العرض فلم يعد يكتب أو يدير العرض بشكلٍ يومي ولكنه يقوم بمراجعة كل حلقة ويقدم الاقتراحات حولها. قال هيلينبيرغ «اكتشفت عندما كبرت أنه لا يزال بإمكاني الرسم ... لا أعلم شيئًا حول إدارة العروض».
بعد رحيل هيلينبيرغ عن منصبه كمدير العرض قام بتعيين بول تيبيت بمكانه وهو الشخص الذي شغل سابقًا منصب مشرف الإنتاج على العرض وككاتب ومخرج وفنان قصص مصورة. ويعتبر هيلينبيرغ بول تيبيت أحد أفضل أعضاء فريق العرض و«يثق به تمامًا». لا يزال تيبيت يشغل منصب مدير العرض إلى جانب عمله كمنتج تنفيذي.
الكتابة
يعمل في فريق سبونج بوب سكوير بانتز خمس كتابٍ يضعون الخطوط الأولية للعرض الأولي. قال الكاتب لوك بروكشايل «لقد كتب سبونج بوب بطريقةٍ مختلفةٍ عن العديد من البرامج التلفزيونية». تبدأ كتابة الحلقة من خطةٍ تتكون من صفحتين يأخذها المخرج ليخرج منها حلقةً كاملة مع الخدع والحوار. قالت كاتبة المسلسل سلسلة ميريويذر وليامز في مقابلة لها أنها والسيد لورانس كانا يكتبان خطةً لأحد الحلقات من بعد الظهر وكان عليهم إكمالها عند الساعة 4:00.
قرر هيلينبيرغ في وقت مبكر وقبل البدء في إنتاج هذه السلسلة أنه يريد أن تكون سلسلة سبونج بوب سكوير بانتز مبنية على القصة المصورة، بدلًا من النصي. وذلك يتطلب نهجًا يستطيع من خلاله الفنانون «أخذ مخطط هيكل القصة وإدخال الخدع البصرية عليها والحوار والهيكل العام الذي من شأنه أن يحقق التوازن ما بين السرد والغرابة». أراد هيلينبيرغ في الأصل «فريقًا من الشباب الصغار الجياع» يقوم بكتابة هذه السلسلة. كانت المجموعة التي عملت في السابق في «حياة روكو الحديثة» تتألف من ألان سمارت، نيك جينينغز، وديريك دريمون. وقال رئيس الكتاب ستيفن بانكز «يأتي الكتاب بالفكرة ويكتبون الهيكل والخطة التي تصف القصة، بينما يقوم كاتبون آخرون أثناء رسمهم للوحات القصة المصورة بكتابة الحوار. معظم العروض الأخرى تقوم على النصوص بينما نحن لا نقوم بذلك وهذا ما صنع كل الفرق!».
غالبا ما يقوم فريق الكتابة باتخدام تجاربهم الشخصية في الحياة من أجل الحصول على خطوط ووقائع لحلقات المسلسل. على سبيل المثال، حلقة «فم البحار» والتي تعلم فيها سبونج بوب وباتريك بعض الألفاظ النابية، كانت مستوحاة من تجربة المدير المبدع ديريك دريمون عندما وقع في مشكلة في طفولته جراء تلفظه بكلمة نابية أمام والدته. وقال دريمون «في المشهد الذي كان باتريك يركض نحو السيد. كرابز ليشي ببعض الكلام وسبونج بوب كان يطارده، هو إلى حد كبير ما حدث لي في الحياة الحقيقية». وفي نهاية الحلقة حيث كان يستخدم السيد.كرابز ألفاظًا نابيةً أكثر من سبونج بوب وباتريك، استلهمها الكاتب «من حقيقة أن والدتي كان لديها فم البحار نفسه». وفي حلقة «الصندوق السري» أراد سبونج بوب أن يرى ما بداخل صندوق باتريك السري. جاءت الفكرة لدريمون لأنه أيضًا كان يملك صندوقًا سسريًا في طفولته. قال هيلينبيرغ «بدأ في اخبارنا عنه وأردنا أن نسخر منه واستخدمنا الفكرة». 
وتنقسم كل حلقة تقريبًا إلى جزأين يستغرق كلًا منهما 11 دقيقة. وأوضح هيلينبيرغ أن «لم أحاول من قبل أبدًا أن أكتب عرضًا مدته نصف ساعة» وأضاف قائلًا «لقد كتبت فقط العروض التي أشعر بها» ويستغرق الجزء ذو 11 دقيقة عملًا مدته تسعة أشهر لإنتاجه.

## الرسوم المتحركة
أثناء عرض المسلسل كان يتم إنتاج سبونج بوب سكوير بانتز محليًا في استوديوهات نيكولوديون للرسوم المتحركة في بوربانك في ولاية كاليفورنيا وكان يتم رسم الصور المتحركة في الخارج في استوديوهات روف درافت في كوريا الجنوبية. وكان الفريق الذي يعمل على رسم الصور المتحركة وانتاج حلقة واحدة من المسلسل يتكون من حوالي 50 شخصًا. وفقًا لما قاله لوك بروكشاير، مخرج القصص المصورة في المسلسل، " يتم بناء مسلسل سبونج بوب بطريقة مختلفة عن بقية أفلام الرسوم المتحركة". وبشكلٍ عملي يقوم الفريق في الأستوديو في كاليفورنيا برسم القصة المصورة للحلقة بينما يقوم الفريق في كوريا الجنوبة باستعمالها". يقوم فريق كوريا الجنوبية برسم الصور المتحركة يدويًا وتلوين أجزائها بواسطة الكمبيوتر وتلوين خلفياتها ومن ثم ارسالها مرة أخرى إلى فريق نيكولوديون في كاليفورنيا للتعديل عليها وإضافة المؤثرات الموسيقية عليها. ويتم تحديث أشكال الشخصيات وتعديلها في كل موسم وذلك لحل بعض المسائل التقنية في الرسوم المتحركة.
أثناء الموسم الأول تم رسم سبونج بوب سكوير بانتز باستعمال خلايا الرسوم المتحركة وبعد ذلك تحول العرض في الموسم الثاني إلى الحبر الرقمي والرسوم المتحركة الملونة عام 2000. قال المنتج المنفذ، بول تيبيبت «تم تنفيذ سبونج بوب في الموسم الأول بالطريقة القديمة باستخدام الخلايا المتحركة حيث يتم تلوين كل خلية على حدة وتركها لتجف ومن ثم إضافة ألوان أخرى. وكانت تعتبر عملية مضيعة للوقت ولكن اليوم ومع الطريقة الرقمية لصنع الأشياء لا يستغرق الأمر طويلًا لإجراء التصحيحات والتعديلات».
في عام 2008 تحول الفريق إلى استخدام Wacom Cintiqs للرسومات بدلًا من أقلام الرصاص الخشبية. وكانت الحلقة التي تم فيها تطبيق هذه الطريقة للمرة الأوى في الموسم التاسع وهي حلقة «آفات الغرب». قال مصمم خلفيات المسلسل كيني بيتينغر «إن الفرق الحقيقي الوحيد بين الطريقة التي كنا نرسم بها في السابق وطريقتنا اليوم أننا تركنا الأقلام والورق خلال الموسم الخامس». بدأ الفريق في الانتقال للطريقة الجديدة بينما كانوا يعملون على الحلقة، قال بيتينغر «كان التغيير عندما كنا نعمل على حبقة «آفات الغرب»، إحدى الحلقات الخاصة ذات النصف ساعة، هل لاحظتم ذلك؟» كان الانتقال إلى Wacom Cintiqs يسمح للمصممين والرسامين بالرسم على شاشات الكمبيوتر واجراء التعديلات الفورية ومسح الأخطاء. قال بيتينغر «العديد من أعضاء فريقي لم يحبوا العمل عليها ولكنني أجدها مفيدة، حيث أنه لا يوجد خيارٌ مماثل لها على الورقة والقلم ولكن رسم الأشياء البحرية الرقمية لا يزال أمرًا ممتعًا للغاية».
في عام 2012 أنتجت قنوات نيكولوديون حلقة الموسم الثامن «إنه عيد سبونج بوب!» كانت هذه الحلقة عي أول حلقة كاملة في المسلسل والتي تم إخراجها بطريقة الرسوم المتحركة الثابتة. وقام كل من Mark Caballero وSeamus Walsh وChristopher Finnegan من مركز Screen Novelties برسم صورها المتحركة وكان Walshو Caballero هما مخرجا الحلقة. وبدأ إنتاج هذه الحلقة في شهر أكتوبر من عام 2011 في لوس أنجلوس ووفقًا لما قاله فينيغان أنها استغرقت حوالي خمسة أشهر لتصويرها مع شهرين إضافيين في البحث والتطوير. في عام 2009 قام مركز Screen Novelties بإحياء الرسوم الثابتة في حفل افتتاح سنوية المسلسل العاشرة.
ألعاب الفيديو
تم إنتاج العديد من ألعاب الفيديو المستوحاة من العرض وكان من أوائل تلك الألعاب " Legend of the Lost Spatul" عام 2001 و" Battle for Bikini Bottom" 2003. وتمت إضافة اللعبة الأخيرة إلى قائمة أفضل الألعاب في سوني. وكانت أيضًا بمثابة الأساس المحرك للعبة فيديو مبنية على فيلم سبونج بوب سكوير بانتز. وفي استوديوهات Heavy Iron المنتجة لتلك الألعاب تم ضغط الرسومات لتبدو أكثر وضوحًا وإبداعًا. قاموا باضافة المزيد من الأشكال المضلعة وجولات سباق أكثر والعديد من المخلوقات التي ظهرت في الفيلم. وفي عام 2013 نشرت نيكولوديون ووزعت تطبيقًا لسبونج بوب يعتمد على لعبة بناء المدن وطور هذا التطبيق ووضعه مصنع Kung Fu.

## الشخصيات
- سبونج بوب سكويربانتس (SpongeBob SquarePants): إسفنجة صفراء ومربعة الشكل، ويحب الفقاعات وصيد القناديل، ويسكن في ثمرة أناناس، يعمل مع شفيق في مطعم مقرمشات سلطع طاهيًا، سبونج سريع البكاء وسريع الضحك، كما في معظم أوقاته يتصرف بغباء.
- مستر سلطع (Mr. Krabs): مستر سلطع مدير مطعم سلطع برجر وهو بخيل جدًا ويحب المال لأبعد الحدود.
- شفيق حبار (Squidward Tentacles): هو أخطبوط يسكن بجوار منزل سبونج بوب ويحب العزف على الكلارينيت ويعمل مع سبونج بوب في مطعم مقرمشات سلطع وهو سريع الغضب وقليل الصبر، كما أنه لا يتحمل الضغوط ويحب الراحة والاستحمام ولا يحب سبونج بوب وبسيط ويحلم بوجود قاعة راحة في المطعم.
- بسيط نجم (Patrick Star): صديق سبونج بوب وهو نجم بحر وردي اللون، بطيئ الاستيعاب يحب الطعام.
- شمشون (Sheldon J. Plankton): هو مدير مطعم دلو الصداقة (The Chum Bucket) يريد سرقة وصفة سلطع برجر السرية ودائما يفشل وهو سريع التوتر وهو الشخصية الشريرة الوحيدة في العمل.
- كارين (Karen Plankton): هي عبارة عن كمبيوتر وفي نفس الوقت زوجة شمشون وتساعده للحصول على وصفة سلطع برجر.
- ساندي أمور (Sandy Cheeks): السنجابة الأرضية التي تعيش في البحر مع خوذة الهواء، وهي قوية وذات عضلات وشجاعة جدًا وتحب الكاراتيه كما أنها شديدة الذكاء وتخترع الكثير من الأشياء.
- مدام نفيخة (Mrs. Puff): هي معلمة سبونج بوب بمدرسة القيادة ودائما ما تذهب للمستشفى بسببه لأنه يفشل باختبار القيادة.
- لؤلؤة سلطع (Pearl Krabs): ابنة مستر سلطع وهي عبارة عن حوتة عملاقة مدللة.
- سريع (Gary the Snail): هو حيوان سبونج بوب الأليف وهو عبارة عن حلزون.
- عضلات (Larry the Lobster): هو بطل قاع الهامور في رفع الأثقال.
- عريس البحر والحلزون الصغير (Mermaid Man and Barnacle Boy): يحاربان الأشرار في برنامج تلفزيوني ويعيشان في دار المسنين، كما أنهما بطلا سبونج بوب وبسيط، ودائمًا يقع عريس البحر والحلزون الصغير بالمشاكل بسبب سبونج بوب وبسيط.

## معالم

### مقرمشات سلطع
مقرمشات سلطع هو مطعم للوجبات السريعة في قاع الهامور، المؤسس والمالك له هو مستر سلطع. وهو أكثر مطعم شعبية في قاع الهامور.
مستر سلطع مهووس بالمال بكل ما تعنيه الكلمة من معنى وهدفه الوحيد هو الحصول على المال فقط ولا يوجد شيء آخر حاز على اهتمامه باستثناء المال. ونتيجة لهذا، هو دائمًا يسيء إلى موظفيه الوحيدين شفيق وسبونج بوب.
يعود النجاح الكبير لمطعمه لوصفة سلطع برغر السرية ويبدو أنه ورث تلك الوصفة من أمه. بقية الأطعمة في مقرمشات سلطع هي البطاطس المقلية والمشروبات العادية.
مع المدير مستر سلطع يعمل في المطعم سبونج بوب كطباخ وشفيق كمحاسب. يمتلك سبونج بوب مهارات متميزة في الطهو ودائمًا ما تحصل بينه وبين شفيق حبار حوادث في المطعم.
والمنافس الرئيسي لمطعم مقرمشات سلطع هو دلو الصداقة المملوك لشمشون، وبينما يتفوق مطعم مقرمشات سلطع في جذب الزبائن والشعبية تزداد غيرة شمشون لأن مطعمه غير محبوب، ولذلك يحاول دائما سرقة وصفة سلطع برغر السرية ومن هنا بدأت المشاكل بينه وبين مستر سلطع. 
تشابه فكرة مطعم مقرمشات سلطع لفكرة ماكدونالدز أو مطاعم برغر كينج.

## الأفلام

ملصق فيلم سبونج بوب سكوير بانتس.

صدرَ عام 2004 فيلم سبونج بوب سكوير بانتس حيثُ يحكي قصّة سرقة تاج الملك نيبتون من قبل شمشون لتوريط مستر سلطع وعند شروع الملك بإعدام مستر سلطع يتطوع سبونج بوب للذهاب لمدينة الصدفة لإيجاد التاج ويفعلها في آخر لحظة.
قُوبل الفيلم بردود فعل جيدة، وحصد في دور السينما 140 مليون دولار. 
وكانت النية أن يكون الفيلم نهايةً لحلقات مسلسل سبونج بوب، غير أن المسلسل استمر لمواسم جديدة، والتغيير الوحيد الذي طرأ عليه هو إسناد كتابة الحلقات إلى كاتب جديد.
أُنتج الفيلم ووُزّع بالشراكة بين باراماونت بيكتشرز ونيكلوديون موفيز وأُهدي إلى روح جولز إنجلز، وهو صانع أفلام وفنان ومخرج ونحات ومعلم هنغاري-أمريكي يهودي، تُوفيّ عام 2003، وكان قد عمل في بدايات حياته في والت ديزني. بحلول 28 شُباط/فبراير من عام 2012؛ تم الإعلان عن فيلمٍ ثاني وهو تتمة لهذا الفيلم، وقد صدر في دور العرض عام 2014.

## مدبلجو الشخصيات بالعربية
- خالد العيسوي (سبونج بوب، سبونج ترون، سبونج جار)
- إبراهيم غريب (بسيط نجم، الراوي، بسوط، بساطة)
- إيمان غنيم (ساندي أمور)
- ضياء عبد الخالق (مستر سلطع، الملك سلطع)
- عادل خلف (شفيق حبار، بصلة الراقي، شفق، المهرج حبار)
- أحمد خيري (شمشون، الحلزون الصغير، شمشون شرور)
- شهاب إبراهيم (سريع غير معتمد، الهولندي الطائر، فقاعة، جاك المجنون، جاك الغاضب، مدير أعمال كيلبي جي، والد سبونج بوب، الصاحب الفقاعة)
- هشام الشاذلي (عضلات، مان راي، كيلبي جي)
- سهير البدراوي (مدام نفيخة، القاضية كثيرة الجدل)
- ياسر عزت (عريس البحر)
- كريم الحسيني (صاحب السمو الملكي)
- كمال عطية (المتسخ، سعي البريد، باتشي القرصان، المهووس بالشوكولاتة، رئيس عريس البحر والحلزون الصغير، مستر سلطع الصوت الثاني)
- جهاد أبو العينين (بوتي، لماذا تسأل، تجار يبع حقاب وشوكولاتة)
- محمد الشرشابي (عمدة مدينة عشب البحر)
- ريم أبو الريش (لؤلؤة، كارين، طفل يحب قبضة الأم)
- عمرو مقبل (قبضة البلوط)

## وصلات خارجية
- الموقع الرسمي
- سبونج بوب سكوير بانتس على موقع IMDb (الإنجليزية)
- سبونج بوب سكوير بانتس على موقع ميتاكريتيك (الإنجليزية)
- سبونج بوب سكوير بانتس على موقع الموسوعة البريطانية (الإنجليزية)
- سبونج بوب سكوير بانتس على موقع روتن توميتوز (الإنجليزية)
- سبونج بوب سكوير بانتس على موقع نتفليكس (الإنجليزية)
- سبونج بوب سكوير بانتس على موقع أول موفي (الإنجليزية)
- سبونج بوب سكوير بانتس على موقع فيلمافينيتي (الإسبانية)
- سبونج بوب سكوير بانتس على موقع كينوبويسك (الروسية)
- سبونج بوب سكوير بانتس على موقع ألو سيني (الفرنسية)
- سبونج بوب سكوير بانتس على موقع قاعدة بيانات الفيلم (الإنجليزية)
- سبونج بوب سكوير بانتس على مشروع الدليل المفتوح